# 飯尾和樹
飯尾 和樹（いいお かずき、1968年〈昭和43年〉12月22日 - ）は、日本のお笑いタレント、俳優。お笑いコンビ・ずんのボケ担当。相方はやす。東京都世田谷区出身。浅井企画所属。身長172 cm、血液型O型。既婚。

## プロフィール

### 生い立ち
3人兄妹の長男で妹と弟がいる。子供の頃は両親が公務員（目黒区役所勤務）という共働き家庭で育ち、よくバラエティ番組やドラマを視聴していたテレビっ子であった。特に『みごろ!たべごろ!笑いごろ!』（NETテレビ→テレビ朝日）などで伊東四朗と小松政夫が演じたシュールなギャグに大笑いし、子供ながらに衝撃を受けた。両親がファンだった渥美清や、彼の代表作である映画『男はつらいよ』にも影響を受けた。
小学校時代は少年野球チームに所属し、将来「早稲田大学を出てヤクルトスワローズに入りたい」と思っていたほどプロ野球選手を夢見ていた。しかし中学校時代に野球の才がないことを悟り、東京学園高等学校ではバレーボール部に所属していた。
大学受験に失敗。そのまま高校卒業後は大学には進学せず、お笑いの道を目指した。卒業直後は、3カ月ほど劇団に所属していたこともあった。

### デビュー
1990年、浅井企画に所属。1991年にお笑いコンビ「チャマーず」を結成しデビューを果たすも、翌年解散。1992年、村山ひとし（現放送作家・演出家）と「La.おかき」（ラ・おかき）を結成しツッコミを担当した。
1997年のLa.おかき解散後からしばらくは1人で活動していたが、『ヘーシンク』というコンビを組んでいた1年後輩のやすと2000年に『ずん』を結成し、ボケ担当に転向した。
ずんを結成した初期から『笑っていいとも!』（フジテレビ）や『いきなり!黄金伝説。』、『内村プロデュース』（共にテレビ朝日）などにピン芸人として出演していた。『笑っていいとも!』は、舞台『カンコンキンシアター』で関根勤と絡んでいる飯尾を観たプロデューサーの荒井昭博が、関根からの推薦もあって飯尾を抜擢したものだが、初出演日の直後からフジテレビに「あいつは誰だ!?」という質問の電話が殺到したことをタモリが暴露している。
La.おかき時代や『笑っていいとも!』出演時など、幾度か飛躍するチャンスがあったが、本格的なブレイクには至らなかった。飯尾は、20代の自分は「床ずれするくらい寝ていた」、ずん結成初期の30代は「お笑いの技術がある程度身につき、得意なネタもあるため中途半端に食えており、危機感がなかった」と振り返っている。
飯尾が37歳（2005年）の年の瀬に、同期のキャイ〜ンとずんの現状を比較して焦りを感じ、やすとともに「スベってもいいから何でも答えていこう」「（ネタを出し切ったら）番組MCや編集スタッフに甘えて任せよう」と決心した。以降、『ウンナン極限ネタバトル! ザ・イロモネア 笑わせたら100万円』（TBSテレビ）、『とんねるずのみなさんのおかげでした』、『IPPONグランプリ』（共にフジテレビ）などで存在感を示し、ブレイクへの足固めをしていった。

### ブレイク
飯尾が40歳（2009年頃）になって一時家賃を払えないほど困窮するも、この頃から仕事が増え始めていった。飯尾は「若手時代に一緒に仕事をしたADが番組を仕切れる立場になり、自分をブッキングしてくれた」「キャイ〜ンやナインティナイン、ネプチューンなどの同期がそれぞれの番組に呼んでくれた」とも語っている。
2012年12月6日放送の『とんねるずのみなさんのおかげでした』（フジテレビ）にて、飯尾へのドッキリ企画として元彼女が登場し、飯尾のプロポーズにより結婚した（詳細は後述）。
2015年頃には主役級ではないものの様々な番組に飯尾が出演しているという「サイレントブレイク」を果たした。その独特の個性が受け入れられ、2025年現在はバラエティ番組のみならずテレビドラマ、CMなど活動の幅を拡げ、引っ張りだこになる活躍をしている。
2019年12月23日、自身初のエッセイ集となる『どのみちぺっこり』を発売。それを記念して2019年12月20日～2020年1月6日まで東京・GALLERY Xにて自身の展示イベント「ずん飯尾のどのみちぺっこり展」が開催された。
2023年2月23日、前年に公開された映画『沈黙のパレード』での娘を亡くした父親役の演技が高く評価され、第65回ブルーリボン賞助演男優賞を受賞した 。

## 芸風
スタジオ収録での雛壇トークや、国内・海外ロケにおけるとぼけた一言、後述する一発ギャグなど、何でも笑いに変えてじわじわと込み上げるおかしさを誘う、独自の世界観を築き上げている。共演者などをいじることはあるが、他人を傷つけるネタはしないことも特徴である。ただし、さまぁ〜ずからは「飯尾のギャグは何げに毒が入っている」とも評されている。
舞台『カンコンキンシアター』では、飯尾が「自称No.1ホスト」に扮し、天野ひろゆき（キャイ～ン）が演じる銀座の高級クラブのママから徹底的に無茶振りされるコントが恒例となっている。このため、無茶振りへの対応に長けている。一例として、2018年8月9日放送の『ロンドンハーツ』（テレビ朝日）では、猛暑の中、飯尾が「いくつ一発ギャグを繰り出すことができるか」という無茶振りを仕掛けられた。結果、1時間15分かけて60個のギャグを披露し、有吉弘行や山崎弘也（アンタッチャブル）から称賛された。関根勤は、天野や小堺一機からの無茶振りによって飯尾のお笑いの腕が鍛えられ、ブレイクにつながったと考察している。
2017年には100本以上のロケをこなしたことで「ロケ芸人」を自称し、テレビ関係者からも「スタッフが安心してロケが出来る芸人」のひとりとして飯尾の名が挙げられている。
大喜利の腕に定評があり、『IPPONグランプリ』のスピンオフ企画『IPPONオープン』ではNo.1回答者に選ばれ、グランプリ本大会の第7回以降に出場している。また、大喜利のイベントである『ダイナマイト関西』では、2014年の決勝トーナメントに進出し、決勝戦で若林正恭（オードリー）を破り優勝を飾った。
ギャグが受けなかったりNGを出したりすることを「生きている証」と表現する。プロフィール節で述べた、飯尾が37歳当時の「スベってもいいから何でも答えよう」という決心が「生きている証」の境地に至ったきっかけとしている。共演した他の芸人が失敗した際のフォローとしてこの言葉を使うこともあり、明石家さんまは「芸人サイドにとってはすごい優しい言葉」と絶賛している。
俳優としても活動する。テレビドラマ『アンナチュラル』（TBSテレビ）では、上司からパワハラを受ける臨床検査技師・坂本誠役を好演した。2022年公開の映画『沈黙のパレード』では、娘を殺された定食屋の店主・並木祐太郎役を演じ、笑いを封印したシリアスな演技を披露、第65回ブルーリボン賞助演男優賞を受賞した。

### ギャグ
動きを伴ったギャグを得意としている。
- 「ペッコリ45度」「後輩にはマイナス10度。ふんぞり」「ペッコリ、リコッペ」「スタコラツー、ツーラコタス」「グ・リ・コ、計算ミス」「座ったついでにシャロン・ストーン（映画『氷の微笑』のシーンのように足を組む）」「よろけたついでに由美かおる（アース渦巻の看板のポーズ）」「屈伸ついでにレディー・ガガ（後頭部と股間に手を当てる）」「ぱっくりピスターチオ」「忍法・眼鏡残し」 「一歩、二歩、三歩目から眼鏡とデッドヒート」ほか多数。

漫談ネタに「現実逃避シリーズ」がある。寝転がり「平日の昼間から〜ゴロゴロ〜ゴロゴロ〜」とつぶやいたあと、現実離れしたことを言う（例：「何でも10円で買えたらな〜」「幕末に生まれてたらな〜」「ドジャース、間違って俺と契約しねぇかな〜」）。
飯尾が30代半ばに実際に考えていたことが元ネタで、やすが考案したネタも交えて出来上がった。2010年1月3日放送の『ウンナン極限ネタバトル! ザ・イロモネア 笑わせたら100万円』にて関根勤軍団としてこのネタを披露し、これが決め手となってLastステージをクリア、100万円を獲得したことで注目された。2025年2月24日放送の同番組ではずんとして出場し、やはり飯尾の「現実逃避シリーズ」が決め手となって再び100万円を獲得した。
同様のネタに「女編集長シリーズ」がある。前述のギャグを応用し「一歩、二歩、三歩目から眼鏡の位置が雑誌の女編集長」と言いながら、眼鏡を額の上にずらして部下に一言問いかける（例：「ねえ、『小田原は蒲鉾だけじゃない』特集どうなった?」「トムヤムクン対ぶどうパン、ねえ何の戦い?」）。

## エピソード

### お笑い
- かつては、その見た目の地味さや佇まいから「見える透明人間」の異名がつけられていた[8]。舞台『カンコンキンシアター』でも、出演当初は地味な飯尾を見逃さないよう、舞台に彼が登場した際に「飯尾出てます」というランプが光る演出があったり、第17回公演（2003年）のタイトルにて『クドい! 飯尾より地味なヤツ入りました』といじられたりしていた。なお、この「飯尾より地味なヤツ」は、相方のやすのことである。
  - 飯尾のブレイク後に上演の『カンコンキンシアター』第34回公演（2023年）では『クドい! 飯尾和樹スターに成りました』というタイトルがつけられた[29]。
- 『笑っていいとも!』サブレギュラーが決まった頃に関根勤と映画を見に行く約束をし、渋谷で待ち合わせをしていると、通りかかったホームレスの人に「あんた、そんなしょげた顔してるとダメだよ」と励まされた[7]。
- 『笑っていいとも!』サブレギュラー当時、『笑っていいとも!特大号』の恒例コーナー「いいとも!ものまね紅白歌合戦」にバカボンのパパに扮して登場し、あまりにも似ていたためネットで反響を呼んだ[要出典]。
- 若手時代には寝坊癖があり、3日連続で寝坊し仕事に遅刻したこともあった。その話を伝え聞いた関根から「いい感じで来てるのに仕事なくなっちゃうよ」と忠告され、生活態度を改めた[30]。

### 家庭
- 2012年12月6日放送の『とんねるずのみなさんのおかげでした』にて、とんねるずが本人には内緒で、『カンコンキンシアター』の共演がきっかけで11年間交際し1年前に別れていた元彼女を登場させ、プロポーズをし彼女も承諾、結婚することになった[2]。放送日翌日にはマスコミへ本人から正式に発表された。
  - 同放送回は腰椎骨折で長期療養していた相方・やすの復帰を祝う回として計画されたもので、スタッフ側はとんねるずが飯尾に復縁を迫るようけしかけ、彼女が断るという「お約束」のサプライズを用意していたに過ぎなかったが、事前打ち合わせで彼女に復縁の意志があることを確認したディレクターが彼女自身に決断を任せたこと、本番で追い込まれた飯尾が「11年も付き合ってたのに今更付き合ってくださいでもないだろうな」と考えプロポーズの言葉を口にしたことで、急遽結婚する運びとなった[31]。
  - その後、挙式・披露宴の予定がないと報道されたため、2013年3月28日放送の同番組内で本番まで本人に内緒にしたドッキリ披露宴企画を行った[32]。
- 妻の実家は製麺所を営んでいる[33]。2019年9月1日放送の『モヤモヤさまぁ～ず2』（テレビ東京）では、さまぁ〜ずらが訪問した製麺所の主人が「自分の義理の弟は飯尾」と明かしていた[34]。

### 特技・趣味・嗜好
- 特技としては料理がある。共働き家庭で育ち、幼い頃から食事の支度をする機会が多かったため得意になった[35]。La.おかき時代にコサキンのラジオ番組で放送1000回記念イベントに出演するためにコサキンの関係者に許可を貰うコーナーがあり、その中で番組の元プロデューサーにネタを見せる際に接待として飯尾が得意の料理を披露し、好評を得た[36]。『ノンストップ!』（フジテレビ）では、木曜日のコーナー「サイコロメガネ飯[注 1]」[注 2]にて自ら調理しており、節約料理やサイコロで指定された食材を使った料理を披露している。
- 幼少期に父親に連れられて喫茶店に寄ることが多かったため、喫茶店通いを趣味としている。ネタ作りや原稿などの仕事を喫茶店で行うこともあり、旅行先でも地元の喫茶店に立ち寄る。2021年10月からは、喫茶店をテーマにした冠番組『飯尾和樹のずん喫茶』（BSテレ東）に出演している[37]。
- プロフィール節でも述べたとおり、少年時代から東京ヤクルトスワローズのファンであるが、現在は東北楽天ゴールデンイーグルスのファンでもある。2007年7月12日放送の『アメトーーク!』（テレビ朝日）の企画「プロ野球芸人」には、楽天ファンとして出演した[38]。
- カラオケの十八番はウルフルズ『ガッツだぜ!!』とモーニング娘。『恋愛レボリューション21』。
  - 『ガッツだぜ!!』は『めちゃ×2イケてるッ!』（フジテレビ）の「お笑い芸人歌がへたな王座決定戦スペシャル」にて、全く音程があっていないだけでなく、全体的に歌詞を棒読みしている様である他、かぎ括弧のコーラス部分まで無理に歌い、「ガッツだぜ?」と「?」がついているような独特の歌い方で爆笑を誘い優勝を果たした[8]。最初にこの歌い方を発見したのは関根勤であり、2001年ごろには『コサキンDEワァオ!』（TBSラジオ）内で飯尾が歌う「ガッツだぜ!!」が流されている[39]。

### 交友
- 浅井企画に所属した直後に出会ったウド鈴木（キャイ～ン）とはすぐに仲良くなり、現在も親友として付き合っている[3]。2人とも、返事の良さを買われて浅井企画の面接に合格した[40]。若手時代、キャイ〜ンは結成して間もなく売れたが、実力の差を見せつけられた飯尾はやっかむことができず、彼らの苦労も目の当たりにしたことで「テレビに出る前に“予防注射”を受けた感じ」と振り返っている[3]。また、「（ウドは）家一軒建つくらい、ずんにおごってくれた」とも明かしている[41]。
- 飯尾がブレイクするまでは、実家を離れ母親の実家である一軒家に住んでいた。祖母が亡くなり空き家になったため、管理人の代わりとしての住まいだった。当初は独り暮らしだったが、次第に生活に窮した後輩芸人が居候するようになり、多い時には6人での共同生活をしていた。その後、ほとんどの後輩が芸人を諦めて家を出ていく中、最後まで残ったのがやすであり、2人ともそれぞれのコンビを解散した状況でもあったため、「ずん」としてコンビを組むことになった[42]。
  - 飯尾が40歳の頃に家賃が払えないほど困窮した際にはかつて居候していた元後輩を頼り、彼が立ち上げた清掃会社にてアルバイトをした。後輩にも快く受け入れられたという[9]。
- 芸について相談するなど慕っている芸人として、浅井企画の先輩である関根勤や、ウドとともに「隊長」と呼ぶ出川哲朗を挙げている。また、明石家さんま、内村光良（ウッチャンナンチャン）、さまぁ〜ず、とんねるずにも芸のアドバイスを受けたり、番組での共演でチャンスをもらったりなどで感謝を示している[11][26]。
- 関根麻里は高校時代帰りによく飯尾の家に遊びに行っており、麻里は高校のジャージ姿でお昼に残ったお弁当を片肘をついて「女子校は面倒くせぇ」と言いながら食べていた[43]。飯尾は男っぽい麻里を「マリ男」と呼んでいる。
- ある正月にタモリの自宅を友人の岩井ジョニ男（イワイガワ）と訪れた際、岩井の「どうしたらもっと上に行けますか」という質問にタモリが「時代（流行りのネタ）を追うと絶対追いつかない。時代は追うな」と答え、飯尾が感銘を受けた言葉として挙げている。タモリからは「飯尾は出会ったときからずっとやってることが同じ」だが、「運が良かったら（飯尾の）時代が来る」ので「自分が面白いことだけやってろ」とも励まされた[9][44]。

## 受賞歴
2023年
- 第65回ブルーリボン賞 助演男優賞（『沈黙のパレード』）[16]

## 出演
コンビでの出演作はずんを参照。

### テレビ

#### 現在の出演
現在のレギュラー
- まるごと（2015年4月 - 、静岡第一テレビ） - 2018年3月まではコンビで出演
- さんまのお笑い向上委員会（2015年4月 - 、フジテレビ） - 準レギュラー（コンビで出演する場合もあり）
- みいつけた!（2015年8月16日 - 、NHK Eテレ） - いいおじさん 役
- ピタゴラスイッチ（2018年4月 - 、NHK Eテレ） - タブレットン 役
- ノンストップ!（2019年7月4日 - 、フジテレビ）- 木曜日「ワリカツ!〜おトクな割引生活〜」（2023年3月まで）→「サイコロメガネ飯[注 1]」
- 飯尾和樹とコムアイの音楽クエスト（2021年5月16日 - 、歌謡ポップスチャンネル）[45]
- おむすびニッポン（2021年9月14日 - 9月28日・2022年3月1日 - 3月29日・8月5日 - 、NHK Eテレ） - MC
- 飯尾和樹のずん喫茶（2021年10月17日 - 、BSテレ東）[46][47]
- 日曜マイチョイス（2024年4月14日 -  、テレビ朝日） - 進行[48]

現在の不定期出演
- 全力!脱力タイムズ（フジテレビ） - 芸人ゲストとして不定期出演
- ネプリーグ（2006年5月1日[49]-、フジテレビ）
- マツコ&有吉 かりそめ天国（2017年10月 - 、テレビ朝日） - かりそめ天国オールスターズとしてVTRコーナー出演
- それって!?実際どうなの課（中京テレビ） - 「ニッポンの廃墟問題を調査!」のコーナーに出演
- くりぃむクイズ ミラクル9（テレビ朝日）
- 所さんの学校では教えてくれないそこんトコロ!（テレビ東京）
- 有吉の壁（日本テレビ）
- ゆうがたGet!（2023年6月 - 、テレビ信州） - 当番組の第3・第4水曜日（ただし、月によっては第4・第5水曜日の場合もあり）のレギュラーコーナー「ずんマンモウ」のみ、相方のやすの代役として不定期出演
- ZIP!(2023年7月 - 、日本テレビ） - 「飯尾和樹のペッコリ妄想移住ファイル」のコーナーに出演

特別番組
- 日本全国ドラレコ旅（2020年9月5日 - 、テレビ大阪） - MC
- 一樹と和樹 〜なかよしおじさん 振り返りドライブ〜（2021年12月29日・2022年12月28日、テレビ東京）
- スペシャルサンデー 日曜マイチョイス（2022年11月20日・2023年2月12日・3月19日） - 進行
- 妄想移住ランキング（2023年12月30日、2024年6月6日、2025年1月1日 ほか、日本テレビ） - 水卜麻美（日本テレビアナウンサー）と共にMC

#### 過去の出演
- UN FACTORY カボスケ（1995年4月 - 9月、フジテレビ）
- いきなり!黄金伝説。（テレビ朝日） - レギュラー
- 内村プロデュース（テレビ朝日） - 不定期出演
- 笑っていいとも!（2001年4月 - 2004年3月、フジテレビ） - レギュラー
- リンカーン（TBS） - 不定期出演
- 関根勤5ミニッツ・パフォーマンス（BSフジ）
- スター☆ドラフト会議（日本テレビ）
- きらきらアフロ（テレビ大阪） - ホワイトアフロ
- とんねるずのみなさんのおかげでした（フジテレビ）
- シルシルミシルさんデー（テレビ朝日） - 不定期出演
- めちゃ×2イケてるッ!（フジテレビ）
- ザ・イロモネア（TBS） - 不定期出演
- おいしい楽園。（静岡第一テレビ） - リポーター
- マネースクープ（2014年10月 - 2015年3月、フジテレビ）
- 妻にはショナイで!（2015年4月 - 10月、日本テレビ）
- 正直さんぽ「正直女子さんぽ」（2015年4月11日 - 2016年3月26日、フジテレビ）
- 和び旅（2017年4月29日 - 2018年3月31日、日本テレビ） - ナレーション[50]
- ごごナマ「おしゃべり日和」（NHK総合） - 不定期出演
- 北野演芸館（TBS） - 不定期出演
- 出川哲朗の充電させてもらえませんか?（テレビ東京） - 不定期出演
- 天海祐希・石田ゆり子のスナックあけぼの橋（フジテレビ） - 不定期出演
- ちょっと福岡行ってきました!（TVQ九州放送） - 不定期出演
- 新美の巨人たち（2019年7月20日、テレビ東京） - 声の出演
- MUSIC JUNCTION（2020年4月6日 - 2021年、歌謡ポップスチャンネル） - コムアイ（水曜日のカンパネラ）と共にMC[51]
- これって私だけ?（2020年7月7日 - 2021年1月19日、朝日放送テレビ・テレビ朝日）
- ギリギリライブ イマドキ女子のリアル生態調査（2021年7月22日 - 10月23日、北海道文化放送） - MC[注 3]
- 阿佐ヶ谷アパートメント（2022年4月4日 - 6月20日、NHK総合） - 「飯尾部屋」住人
- タモリ倶楽部（テレビ朝日） - 不定期出演
- ZIP!（2022年4月6日 - 2023年6月28日、日本テレビ） - 水曜パーソナリティー
- VS魂グラデーション （2022年4月28日 - 2023年9月28日、フジテレビ） - Mr.グラデーション（総支配人（進行））

ほか
特別番組
- IPPONオープン（2011年10月8日、フジテレビ）
- IPPONグランプリ（第7回: 2012年4月7日、第9回: 2013年5月25日、第12回: 2014年11月8日、第27回: 2022年5月21日、フジテレビ）
- 飯尾飯 〜俺たちのベストおつまみ〜（2014年11月15日（14日深夜）、フジテレビ）[52]
- 北川景子垂直タイムトラベル in ローマ（2015年1月1・2日、NHK BSプレミアム） - ナレーター
- ビートたけしの知らないニュース（2015年1月18日 - 2018年1月10日、テレビ朝日）
- ○時○分、そこ行きます!ロケスケ流出ふれあい旅（2020年2月5日、テレビ東京） - ナレーター
- 飯尾和樹のぺっこり☆だじゃれ研究会（2020年2月11日、BS朝日・BS朝日 4K）[53] - ナビゲーター
- 飯尾和樹TV 下町ギャグ工場（2020年2月23日、テレビ朝日）
- お掃除バラエティ 飯尾家のピカピカ生活 〜秋は掃除の季節だ!超人気家政婦の（秘）テクで黒カビ水アカをやっつけろ!!〜（2020年10月25日、BS11）[54]
- 極上フルーツ図鑑（2020年12月26日、テレビ大阪） - MC[55]
- ずん飯尾の!世界きまぐれリモートツアー（2021年3月20日・3月25日、BS日テレ） - MC
- 出川＆飯尾のどん底さん家にお邪魔します（2021年4月25日、テレビ東京） - MC
- 土曜☆ブレイク 日本全国ブーブー調査（2021年12月25日、TBS） - MC
- 飯尾・ジョニ男の百マン石レディ見～っけ隊!（2022年3月26日・12月24日、石川テレビ）
- モクバラナイト ドン底人間を救うハッピーシアター ピンチさーん!（2022年6月9日・16日、TBS）  - MC

### ラジオ
- コサキン増刊号 → コサキンDEワァオ!（TBSラジオ）- La.おかき時代、1997年4月3日まで（『La.おかき背水の陣・コント4番勝負』でのリスナー投票により降板）[注 4]
- メディアキング電波ファイター（CBCラジオ）- La.おかき時代。1995年4月〜1996年3月、木曜パーソナリティ
- ヤンマガ伝説キャイ〜ンDAあ゛～ん（TBSラジオ）
- ずん飯尾和樹バウンド・トゥ・トーク（2014年4月 - 、東北放送ラジオ） - 毎月第3土曜放送
- ムロツヨシとずん飯尾の今夜も反省会。（2021年8月10日、NHKラジオ第1）[57]

### ウェブテレビ
- 発掘!ブレイクネタ 芸人!芸人!!芸人!!!（2014年6月1日 - 2015年1月20日、BeeTV）
- 稲垣・草彅・香取3人でインターネットはじめます『72時間ホンネテレビ』・早朝！男だらけのインスタ映え運動会（2017年11月4日、AbemaTV） - MC[58]
- HITOSHI MATSUMOTO presents ドキュメンタル（2017年、Amazon Prime Video） - シーズン4出演
- 田中圭24時間テレビ「くちびるWANTED」（2018年12月15日 - 12月16日、AbemaSPECIAL2）- 飯尾和樹（本人） 役[59]
- ＃乃木坂世界旅 今野さんほっといてよ!（2019年10月12日 - 、AbemaTV）- ナレーション
- 千鳥のロコスタ（2019年7月2日, 9日、GyaO） - 東京ロコスタ
- 石橋貴明プレミアム（2021年3月20日[60]、ABEMA）
- トークサバイバー!第1話（2022年、Netflix）

### テレビドラマ
- クロサギ（2006年、TBS） - 第6話・神海貴志 役
- ユウキ（2006年8月26日、日本テレビ） - 主人公友人 役（役名不明）
- ケータイ刑事 銭形命（2009年、BS-TBS）
- 刑事・鳴沢了2〜偽りの聖母〜（2011年5月20日、フジテレビ） - 今野広和 役
- TOKYOエアポート〜東京空港管制保安部〜（2012年10月 - 12月、フジテレビ） - 杉内泰三 役
- Chef〜三ツ星の給食〜 第4話（2016年11月3日、フジテレビ） - 迫田 役[61]
- 天下無双 皇室の宝（仮）（2014年1月1日 - 2日、NHK BSプレミアム） - 美術館広報担当・林 役 ※ドラマ部分
- 悦ちゃん〜昭和駄目パパ恋物語〜（2017年7月15日 - 9月16日、NHK総合） - 大木 役
- アンナチュラル（2018年1月12日 - 3月16日、TBS） - 坂本誠 役
- 連続テレビ小説 半分、青い。 第98回（2018年7月24日、NHK総合） - 岡田プロデューサー 役[62]
- 獣になれない私たち 第8話・最終話（2018年11月28日・12月12日、日本テレビ） - 橘カイジ 役
- 私の家政夫ナギサさん（2020年7月7日 - 9月1日、TBS） - 駒木坂春夫 役
  - 私の家政夫ナギサさん おじキュン特別編2時間スペシャル（2020年9月8日、TBS）
- MIU404 第8話（2020年8月14日、TBS） - 坂本誠 役[注 5][63]。
- DOCTORS〜最強の名医〜 2021新春スペシャル（2021年1月10日、テレビ朝日） - アンジェロ田中 役
- オリガミの魔女と博士の四角い時間（2021年2月11日、NHK Eテレ）
- 明治ドラマスペシャル ずんずん!（2021年4月16日、テレビ朝日） - 牛乳店の助っ人配達員 役
- 着飾る恋には理由があって（2021年4月20日 - 6月22日、TBS） - 松下宏太郎 役[64]
- 孤独のグルメ Season9 第12話（2021年9月25日、テレビ東京） - 伊藤良介 役
- 5分後に意外な結末（2022年9月22日 - 10月13日、読売テレビ・日本テレビ） - 主演・結島 役[65]
- ばらかもん（2023年7月12日 - 9月20日、フジテレビ） - 木戸裕次郎 役[66]
- 花咲舞が黙ってない（2024年4月13日 - 6月15日、日本テレビ） - 芝崎太一 役[67]
- 藤子・F・不二雄 SF短編ドラマ シーズン3「異人アンドロ氏」（2025年3月27日、NHK BSプレミアム4K）[68]

### ウェブドラマ
- 日本をゆっくり走ってみたよ 〜あの娘のために日本一周〜（2017年10月、Amazon Prime Video）第1話 - 富士山のおしゃべりなキャンパー 役
- 着飾らない恋には理由があって（2021年4月20日 - 、Paravi） - 松下宏太郎 役[69]

### 映画
- ルナハイツ（2005年12月24日公開、初山恭洋監督） - 岸辺次郎 役
- ピーナッツ（2006年1月28日公開、内村光良監督）
- くノ一忍法帖 影ノ月（2011年6月4日公開、菱沼康介監督） - 石川庄九郎 役
- 本能寺ホテル（2017年1月14日公開、鈴木雅之監督） - 職業安定所職員 役
- いぬやしき（2018年4月20日公開、佐藤信介監督）
- 引っ越し大名!（2019年8月30日公開、犬童一心監督） - 高橋四郎 役
- 記憶にございません!（2019年9月13日公開、三谷幸喜監督） ‐ 牛尾外務大臣 役
- スマホを落としただけなのに 囚われの殺人鬼（2020年2月21日公開、中田秀夫監督） - 三宅卓也 役
- 沈黙のパレード（2022年9月16日公開、西谷弘監督） - 並木祐太郎 役[70]
- ラストマイル（2024年8月23日公開、塚原あゆ子監督） - 坂本誠 役[71]

### オリジナルビデオ
- Y氏の隣人 第2話「満願人生」（1997年、大井利夫監督）

### 劇場アニメ
- 宇宙兄弟#0（2014年8月9日公開、渡辺歩監督） - 堺海老夫 役[72]
- 映画 えんとつ町のプペル（2020年12月25日公開、廣田裕介監督） - スーさん 役[73]

### 舞台
- カンコンキンシアター〜クドい!〜（座長・関根勤）
- 作者をせかす六人の主人公たち（2009年2月11日 - 2月15日、東京芸術劇場 中ホール） - ライス 役
- 友近 単独LIVE 2014〜2015 （東京・仙台・名古屋・福岡公演） - ゲスト出演
- 江戸は燃えているか（2018年、新橋演舞場） - 山岡鉄太郎 役
- 天海と友近、結局飯尾 THEオーディション（2021年11月21日、フジテレビ湾岸スタジオ内特設会場）
  - 天海と友近、結局飯尾 THEオーディション2（2022年12月15日、有楽町よみうりホール）
  - 天海と友近、結局飯尾 THEオーディション3（2023年12月14日、大田区民ホール・アプリコ 大ホール）

### CM
- エバラ食品工業「焼き肉のタレ」
- アサヒビール
  - スーパードライ エクストラゴールド（2012年）
  - アサヒ ザ・リッチ（2020年 - 2021年） - 西野七瀬と共演
- 東レ「トレビーノ」（2014年 - 2015年）
- 住友生命保険「1UP」（2017年）- 菅田将暉と共演
- オープンハウスグループ「お宅訪問」篇（2017年）- 織田裕二と共演
- 東京ガス「でんきdeラッキー」（2018年 - 2019年）
- 日産自動車「スカイライン」（2020年）-「これって私だけ?」とのコラボレーションCM
- ライフネット生命保険（2020年）-「これって私だけ?」とのコラボレーションCM
- BOAT RACE振興会
  - ハートに炎を。BOAT is HEART（2020年） - 田中圭・武田玲奈・葉山奨之と共演[74]
  - Splash ボートレーサーになりたい!（2021年） - 芋生悠・神尾楓珠・MEGUMIと共演[75][76]

2020年は競艇選手として、2021年は選手を辞め、ボートレーサー養成所技術教官として出演。
- 明治
  - TANPACT（2020年 - 2023年） - 田中みな実と共演[77][78][79]
  - プロビオヨーグルトR-1「体調一番地」（2020年11月26日 - 2021年） - 荷物を届ける男 役[80]
- メルカリ（2020年） - 伊藤沙莉・高橋メアリージュンと共演[81]
- 総務省「マイナポイント広報室」（2020年7月 - 2023年） - 舘ひろし・深川麻衣・松坂大輔・新庄剛志と共演
- 花王 「ハミング 消臭実感」（2021年 - 2022年3月） - 杉咲花と共演
- ベルーナ（2021年5月 - 2023年） - 奥貫薫と共演[82]
- 日本マクドナルド
  - チキンマックナゲット（2021年 - 2022年）
  - 「ちがう街、おなじ味」篇（2023年 - 2024年）
- メガネトップ「眼鏡市場」（2022年）- 静岡限定CM
- アフラック生命保険「生きるためのがん保険 ALL-inプラス」（2022年）- 櫻井翔と共演
- P&G「ジェルボール大感謝祭」（2023年）- 生田斗真・菊池風磨らと共演
- サントリー食品インターナショナル
  - 天然水（2023年 - ）- 声のみ
  - 胡麻麦茶（2025年 - ）- 高橋克実、伊藤沙莉と共演[83][84]
- 西松建設（2024年 - ）- 細田佳央太と共演[85]
- しまむら「FIBER HEAT」（2024年 - 2025年）
- サントリー「ノンアル」（2025年4月 - ）- 神木隆之介、上白石萌音、堺雅人と共演[86]

## 書籍
- 飯尾和樹の暮しの現実逃避手帖「あ〜あ〜幕末に生まれてりゃなぁ〜」みたいな100ぐらいの言葉（2013年8月12日、興陽館）ISBN 978-4877231859
- 顔道 -身のまわりにある、かお・かお・かお-（2015年2月25日、立東舎）ISBN 978-4845625734 - ※写真を渡辺修二、文章を飯尾が担当。
- どのみちぺっこり（2019年12月23日、PARCO出版）ISBN 978-4865063233
- ノンストップ! ワリカツFan Book ずん・飯尾の開き直りごはん（2022年2月19日、扶桑社）ISBN 978-4594089375
- 師匠!いらしたんですか（2022年9月1日、PARCO出版）ISBN 978-4865063981